# Caleb Hanie
Caleb Jeffrey Hanie (Dallas, 11 settembre 1985) è un giocatore di football americano statunitense che gioca nel ruolo di quarterback nella National Football League e dal 2014 è free agent. Al college giocò a football all'Università statale del Colorado.

## Carriera

### Chicago Bears
Hanie firmò coi Chicago Bears dopo non essere stato scelto nel Draft NFL 2008, riuscendo ad entrare tra i 53 uomini del roster per la stagione regolare.
Entrò per la prima volta in campo nel finale di una netta sconfitta contro i Cincinnati Bengals il 25 ottobre 2009, dove completò un passaggio su due da 2 yard. Tornò in campo contro i Baltimore Ravens il 20 dicembre 2009, completando due passaggi su cinque per otto yard. In quella gara subì anche il primo intercetto in carriera. Il 3 ottobre 2010, il titolare dei Bears Jay Cutler e la sua riserva Todd Collins si infortunarono entrambi contro i New York Giants ed Hanie entrò come quarterback di emergenza. Completò tre passaggi su quattro per 36 yard ma Chicago subì la prima sconfitta della sua stagione. Il 10 ottobre 2010, con Cutler in panchina a causa della commozione cerebrale subita la settimana precedente, Todd Collins iniziò la gara come titolare ma si dimostrò inefficace lanciando quattro intercetti. Hanie entrò in campo nel terzo quarto e completò due passaggi su tre per 19 yard. I Bears vinsero per 23–6, principalmente grazie ai punti segnati all'inizio del primo quarto e a due drive guidati da Hanie che portarono a segnare due field goal.

#### Finale della NFC 2010
Hanie entrò nella finale della NFC nel terzo quarto dopo che il titolare Jay Cutler si infortunò al legamento mediale collaterale e Todd Collins subì un infortunio alla spalla. Guidò i Bears a segnare un touchdown nella sua prima serie ma successivamente fu intercettato dal defensive lineman B.J. Raji, che ritornò il pallone in touchdown. Nel drive successivo, Hanie guidò i Bears a un secondo touchdown in soli 82 secondi. In seguito subì però un secondo intercetto, questa volta da parte di Sam Shields, a 37 secondi dal termine della gara. Complessivamente, Hanie completò 13 passaggi su 20 tentativi per 153 yard, un touchdown e 2 intercetti subiti. I Bears persero contro i Green Bay Packers futuri vincitori del Super Bowl per 21–14.

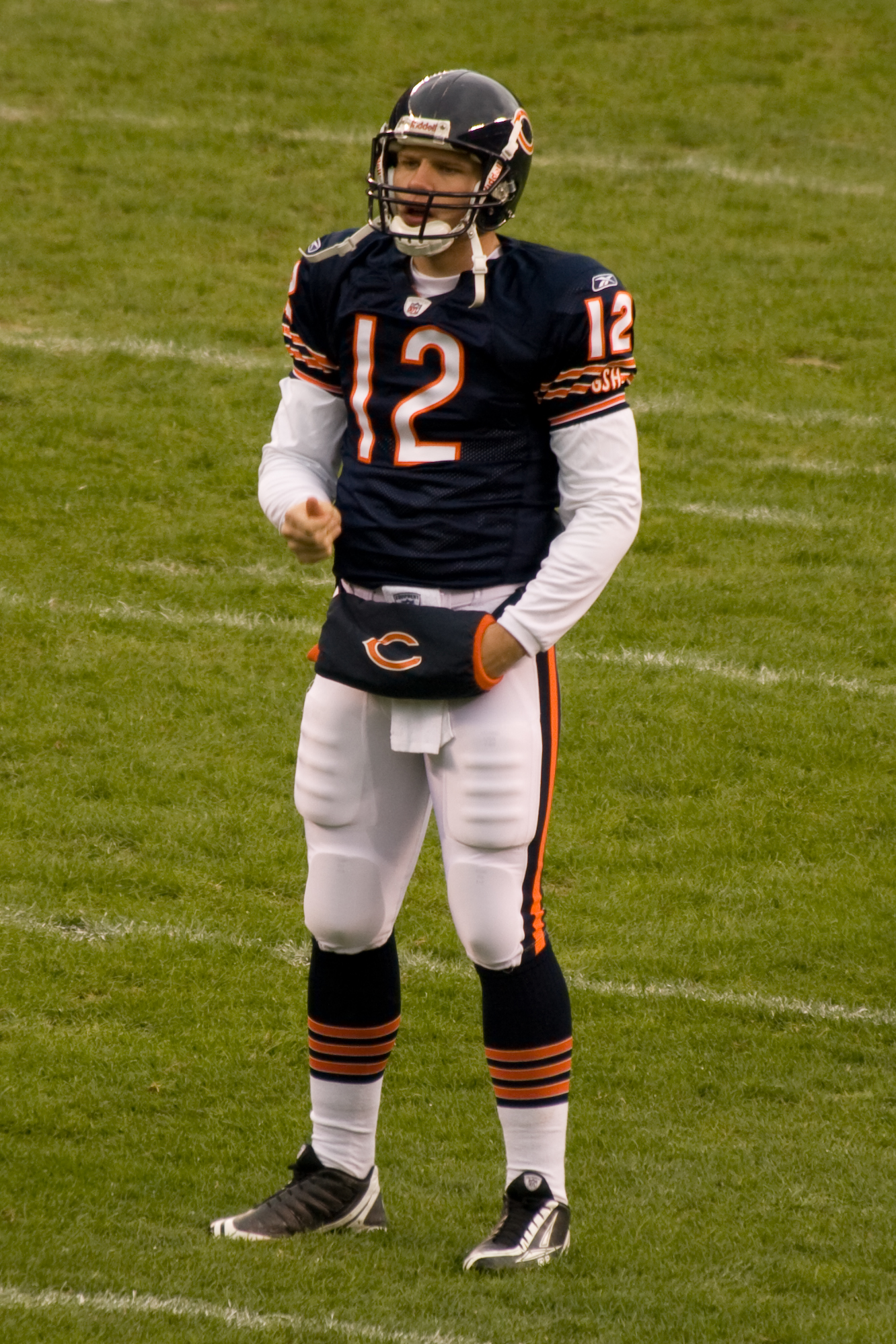
Hanie nel 2008.

#### Stagione 2011
Dopo una pre-stagione fatta di alti e bassi, Hanie superò Nathan Enderle per il ruolo di prima riserva di Cutler. Contro i San Diego Chargers nella settimana 11, Cutler si fratturò il pollice della mano utilizzata per lanciare. Il giorno successivo, Hanie fu nominato titolare fino al suo ritorno
Il 27 novembre 2011 Hanie scese in campo per la prima nella NFL come titolare contro gli Oakland Raiders. Lanciò due touchdown e subì tre intercetti nella sconfitta 25-20, interrompendo una striscia di 5 vittorie consecutive dei Bears. Hanie divenne il primo quarterback dal 1983 a passare un touchdown prima nei playoff che nella stagione regolare. La settimana successiva subì altri tre intercetti nella sconfitta per 10-3 coi Kansas City Chiefs. I Bears in seguito persero ai supplementari coi Denver Broncos 13-10 e dopo essere stati battuti sonoramente dai Seattle Seahawks per 38-14, Hanie fu sostituito da Josh McCown nelle ultime due gare della stagione. A fine stagione non gli fu rinnovato il contratto.

### Denver Broncos
Hanie firmò coi Denver Broncos il 24 marzo 2012. Nella pre-stagione 2012, Hanie e l'appena acquisito quarterback Peyton Manning incontrarono Bears nel primo turno. In quella gara, anche se Hanie subì tre sack da parte dei Shea McClellin, Cheta Ozougwu e Nate Collins, completò 7 passaggi su 14 per 79 yard nella vittoria 31-3.

### Baltimore Ravens
Hanie firmò un contratto annuale con i Baltimore Ravens il 16 aprile 2013 per competere con Tyrod Taylor per il ruolo di prima riserva di Joe Flacco. Il 30 agosto 2013 fu svincolato.

### Cleveland Browns
Hanie firmò coi Cleveland Browns il 3 dicembre 2013, salvo essere svincolato una settimana dopo.

## Statistiche
| Yard passate  | 679  |
| Touchdown     | 3    |
| Intercetti    | 10   |
| Passer rating | 41,6 |